# SN 1971C
SN 1971C – supernowa odkryta 31 stycznia 1971 roku w galaktyce NGC 3904. W momencie odkrycia miała maksymalną jasność 15,30m.